# Michael Marx (Radsportler)
Michael Marx (* 7. Februar 1960 in Hamburg) ist ein ehemaliger Radrennfahrer aus der Bundesrepublik Deutschland. 1984 gewann er eine olympische Bronzemedaille in der Mannschaftsverfolgung.
Marx begann seine Radsportkarriere beim RV Germania Hamburg, für den er 1974 mit dem Schülertitel den ersten Deutschen Meistertitel in der Vereinsgeschichte gewann. 1978 wurde Marx Jugend-Radsportler des Jahres nach seinem dritten Platz im Punktefahren bei der Juniorenweltmeisterschaft. 1982 erreichte Marx zusammen mit Roland Günther, Gerhard Strittmatter und Axel Bokeloh das Finale in der Mannschaftsverfolgung bei der Weltmeisterschaft in Leicester und gewann die Silbermedaille hinter dem sowjetischen Vierer.
1983 wechselte Marx von Hamburg nach Berlin und startete dort für den BRC Schüler Derby. Auf der Straße wurde er 1983 mit den Berlinern Deutscher Meister im Mannschaftszeitfahren. 1983 und 1984 holte er Etappensiege in der Niedersachsen-Rundfahrt. Bei der Bahnweltmeisterschaft in Zürich gewannen Günther, Marx und Strittmatter zusammen mit Rolf Gölz nach acht Jahren wieder den Titel, im Finale schlugen sie den Vierer aus der DDR.
Kurz vor den Olympischen Spielen 1984 in Los Angeles wurde  Gerhard Strittmatter positiv auf Anabolika getestet. Dafür rückte Reinhard Alber kurzfristig in den deutschen Bahnvierer auf. In Los Angeles fuhr der deutsche Vierer mit Alber, Gölz, Günther und Marx die drittschnellste Zeit in der Qualifikation und schaltete im Viertelfinale die Franzosen aus, im Halbfinale wurden die Deutschen von den US-Amerikanern eingeholt. Die Italiener hatten die schnellste Qualifikationszeit vorgelegt, hatten aber nach der Halbfinalniederlage gegen die späteren Olympiasieger aus Australien im Kampf um die Bronzemedaille nicht mehr die Kraft für eine Bestzeit und so gewannen die vier Deutschen die Bronzemedaille.

## Berufliches
Michael Marx ist als selbständiger Handelsvertreter tätig.